# Tim Booth
Timothy John Booth (Bradford, West Yorkshire; 4 de febrero de 1960) es un cantante, bailarín y actor británico, conocido por ser el vocalista del grupo James.

## Carrera

### Década de 1980
Tim Booth nació en Bradford (West Yorkshire, Inglaterra) y asistió a  Shrewsbury School. En 1981, Booth conoció a Jim Glennie, Paul Gilbertson y Gavan Whelan, en el bar del sótano de la unión de estudiantes de Manchester University, en la cual Booth estudiaba drama. Impresionado por el estilo de baile distintivo de Booth, Gilbertson lo invitó a unirse a su banda como danzante. Booth aceptó la oferta, y pronto fue promovido a cantante y letrista de James. (Maconie, 2000)

### Década de 1990
Después de perseguir el éxito y reconocimiento durante los años 1980, James finalmente logró un éxito comercial en la década de 1990 con el auge de la «escena musical de Madchester», y su sencillo «Sit Down», que alcanzó el número 2 en el UK Singles Chart.
En 1995, Booth se tomó un descanso de James y grabó un disco con el compositor para películas Angelo Badalamenti, titulado Booth and the bad angel. Luego regresó a James para completar la grabación del álbum Whiplash, y se quedó con la banda hasta 2001, cuando anunció su salida para concentrarse en otros proyectos.

### Década de 2000
Tras marcharse de James en 2001, Booth pasó un tiempo concentrado en la enseñanza de la práctica de una danza conocida como "5rhythms", una práctica de meditación en movimiento.
En 2004, junto con el productor Lee Muddy Baker y el compositor KK (Kevin Kerrigan), lanzó su primer álbum como solista, Bone, siendo aclamado por la crítica en general. Aunque él se refiere a este como fruto de una colaboración y prefirió dar los créditos del álbum a 'Tim Booth & the Individuals', en lugar de atribuirse el mérito exclusivo. 
Durante este tiempo, también comenzó a tomar clases de actuación y al año siguiente, apareció en un pequeño papel como Mr. Zsasz en la película de 2005: Batman Begins, después de haber participado en una producción en el Octágono Bolton. Su personaje, Zsasz, es un viejo villano de Batman en los cómics y el papel se amplió en la adaptación del videojuego de la película, para el cual Booth también proporcionó su voz.
El 14 de abril de 2006, Viernes Santo, apareció como Judas en la Manchester Passion -un show musical en el centro de Mánchester-, en la cual se usa música de la región para contar la historia de la Pascua. Booth cantó una versión de The Smiths, "Heaven Knows I'm Miserable Now", y aunque la canción de James, "Sit Down", también fue utilizada, no fue cantada por el propio Booth (aunque la cantó en la repetición después de que las cámaras hubiesen dejado de grabar). [cita requerida]
En abril de 2006, Booth también contribuyó como crítico a la búsqueda de MTV por la letra de la canción más grande.
En enero de 2007, se anunció que Tim Booth volvería a James. La banda tocó en una gira de ocho fechas, a partir de abril de 2007 e hizo apariciones en varios festivales de música durante ese mismo año. Esto fue seguido por un nuevo álbum de James, Hey Ma, en abril de 2008, que coincidió con una gira por Reino Unido.
También ha declarado que, a pesar de la reunión de James, todavía planea seguir trabajando en más material como solista.

### Década de 2010
En 2010, Booth continuó su carrera como actor en la película independiente Poor Wee Me, que significó el debut como director de Simon Powell. En dicha película interpretó el papel de Gabriel De Souza.
Booth lanzó un álbum en solitario, Love Life, en abril de 2011; con la colaboración de Lee 'Muddy' Baker.